# Benedetta d'Este
Benedetta Maria Ernestina d'Este (Modena, 18 agosto 1697 – Sassuolo, 17 settembre 1777) fu una nobile e principessa di Modena e Reggio, figlia del duca Rinaldo d'Este e della principessa Carlotta Felicita di Brunswick e Lüneburg.

## Biografia
Benedetta era figlia del duca di Modena e Reggio Rinaldo d'Este e della principessa Carlotta Felicita di Brunswick e Lüneburg, figlia del duca di Brunswick-Lüneburg. A causa dei tanti legami di sangue tra le due famiglie, per celebrare il matrimonio occorsero le dispense papali.
Il suo primo nome Benedetta apparteneva alla nonna materna, Benedetta Enrichetta del Palatinato, e suo secondo nome Maria, era molto comune all'epoca. 
Nel 1717 fu brevemente fidanzata a suo cugino e pretendente giacobita al trono inglese Giacomo Francesco Edoardo Stuart che la chiese ufficialmente in moglie. Il duca Rinaldo, che voleva mantenere buone relazioni diplomatiche con il regno di Gran Bretagna e la casa di Hannover non diede il proprio consenso alle nozze nel settembre dello stesso anno.
Benedetta non si sposò mai, e non ebbe figli. 
Morì a Sassuolo il 16 settembre 1777.

## Ascendenza
|                                         |                               |                                            | Genitori                              |  |  | Nonni |  |  | Bisnonni           |  |  | Trisnonni     |  |
|                                         |                               |                                            |                                       |  |  |       |  |  | Alfonso III d'Este |  |  | Cesare d'Este |  |
|                                         |                               |                                            |                                       |  |  |       |  |  | Alfonso III d'Este |  |  | Cesare d'Este |  |
|                                         |                               | Virginia de' Medici                        |                                       |  |  |       |  |  | Alfonso III d'Este |  |  |               |  |
| Francesco I d'Este                      |                               |                                            |                                       |  |  |       |  |  | Alfonso III d'Este |  |  |               |  |
|                                         |                               | Isabella di Savoia                         | Carlo Emanuele I di Savoia            |  |  |       |  |  |                    |  |  |               |  |
|                                         |                               | Isabella di Savoia                         | Carlo Emanuele I di Savoia            |  |  |       |  |  |                    |  |  |               |  |
|                                         |                               | Isabella di Savoia                         | Caterina Michela d'Asburgo            |  |  |       |  |  |                    |  |  |               |  |
| Rinaldo d'Este                          |                               | Isabella di Savoia                         |                                       |  |  |       |  |  |                    |  |  |               |  |
|                                         |                               | Taddeo Barberini, principe di Palestrina   | Carlo Barberini, duca di Monterotondo |  |  |       |  |  |                    |  |  |               |  |
|                                         |                               | Taddeo Barberini, principe di Palestrina   | Carlo Barberini, duca di Monterotondo |  |  |       |  |  |                    |  |  |               |  |
|                                         |                               | Taddeo Barberini, principe di Palestrina   | Costanza Magalotti                    |  |  |       |  |  |                    |  |  |               |  |
| Lucrezia Barberini                      |                               | Taddeo Barberini, principe di Palestrina   |                                       |  |  |       |  |  |                    |  |  |               |  |
|                                         |                               | Anna Colonna, principessa di Paliano       | Filippo I Colonna                     |  |  |       |  |  |                    |  |  |               |  |
|                                         |                               | Anna Colonna, principessa di Paliano       | Filippo I Colonna                     |  |  |       |  |  |                    |  |  |               |  |
|                                         |                               | Anna Colonna, principessa di Paliano       | Lucrezia Tomacelli                    |  |  |       |  |  |                    |  |  |               |  |
| Benedetta d'Este                        |                               | Anna Colonna, principessa di Paliano       |                                       |  |  |       |  |  |                    |  |  |               |  |
|                                         | Giorgio di Brunswick-Lüneburg | Guglielmo il Giovane di Brunswick-Lüneburg |                                       |  |  |       |  |  |                    |  |  |               |  |
|                                         | Giorgio di Brunswick-Lüneburg | Guglielmo il Giovane di Brunswick-Lüneburg |                                       |  |  |       |  |  |                    |  |  |               |  |
|                                         | Giorgio di Brunswick-Lüneburg | Dorotea di Danimarca                       |                                       |  |  |       |  |  |                    |  |  |               |  |
| Giovanni Federico di Brunswick-Lüneburg | Giorgio di Brunswick-Lüneburg |                                            |                                       |  |  |       |  |  |                    |  |  |               |  |
|                                         |                               | Anna Eleonora d'Assia-Darmstadt            | Luigi V d'Assia-Darmstadt             |  |  |       |  |  |                    |  |  |               |  |
|                                         |                               | Anna Eleonora d'Assia-Darmstadt            | Luigi V d'Assia-Darmstadt             |  |  |       |  |  |                    |  |  |               |  |
|                                         |                               | Anna Eleonora d'Assia-Darmstadt            | Maddalena di Brandeburgo              |  |  |       |  |  |                    |  |  |               |  |
| Carlotta Felicita di Brunswick-Lüneburg |                               | Anna Eleonora d'Assia-Darmstadt            |                                       |  |  |       |  |  |                    |  |  |               |  |
|                                         |                               | Edoardo del Palatinato-Simmern             | Federico V del Palatinato             |  |  |       |  |  |                    |  |  |               |  |
|                                         |                               | Edoardo del Palatinato-Simmern             | Federico V del Palatinato             |  |  |       |  |  |                    |  |  |               |  |
|                                         |                               | Edoardo del Palatinato-Simmern             | Elisabetta Stuart                     |  |  |       |  |  |                    |  |  |               |  |
| Benedetta Enrichetta del Palatinato     |                               | Edoardo del Palatinato-Simmern             |                                       |  |  |       |  |  |                    |  |  |               |  |
|                                         |                               | Anna Maria di Gonzaga-Nevers               | Carlo I di Gonzaga-Nevers             |  |  |       |  |  |                    |  |  |               |  |
|                                         |                               | Anna Maria di Gonzaga-Nevers               | Carlo I di Gonzaga-Nevers             |  |  |       |  |  |                    |  |  |               |  |
|                                         |                               | Anna Maria di Gonzaga-Nevers               | Caterina di Lorena                    |  |  |       |  |  |                    |  |  |               |  |
|                                         |                               | Anna Maria di Gonzaga-Nevers               |                                       |  |  |       |  |  |                    |  |  |               |  |

## Titoli e trattamento
- 18 agosto 1697 - 17 settembre 1777 Sua Altezza Benedetta Maria d'Este, Principessa di Modena.